# Russische Meisterschaften im Skispringen 2013
Die russischen Meisterschaften im Skispringen 2013 fanden vom 28. bis zum 31. März erstmals auf der neuen Schanzenanlage Tramplin Stork in Nischni Tagil statt. Die Männer trugen zwei Einzelspringen sowie ein Teamspringen aus, wohingegen bei den Frauen lediglich eine Meisterin von der Normalschanze gekürt wurde. Veranstalter war der russische Skiverband für Skispringen und die Nordische Kombination. Cheftrainer der russischen Nationalmannschaft war Alexander Arefjew.

## Austragungsort
| \| Nischni Tagil \| |
| Nischni Tagil       |

| Nischni Tagil |

## Ergebnisse

### Frauen
| Platz | Name                       | Föderationssubjekt      | Weite 1 | Weite 2 | Punkte |
| ----- | -------------------------- | ----------------------- | ------- | ------- | ------ |
| 01.   | Irina Awwakumowa           | Moskau                  | 093,5   | 092,0   | 233,0  |
| 02.   | Anastassija Gladyschewa    | Region Perm             | 086,0   | 091,0   | 215,5  |
| 03.   | Darja Gruschina            | Sankt Petersburg        | 087,0   | 088,0   | 211,0  |
| 04.   | Sofija Tichonowa           | Sankt Petersburg        | 087,0   | 084,0   | 203,5  |
| 05.   | Alexandra Kustowa          | Oblast Magadan          | 079,5   | 081,0   | 181,5  |
| 06.   | Stefanija Nadymowa         | Region Perm             | 081,0   | 079,0   | 155,0  |
| 07.   | Marija Jakowlewa           | Sankt Petersburg        | 073,0   | 073,5   | 147,0  |
| 07.   | Anastassija Weschtschikowa | Moskau                  | 074,0   | 071,0   | 147,0  |
| 09.   | Marija Alexandrowa         | Region Perm             | 070,0   | 072,0   | 136,5  |
| 10.   | Marija Sotowa              | Oblast Nischni Nowgorod | 067,0   | 070,5   | 129,0  |

Datum: 28. März 2013
Schanze: Normalschanze K-90
Russische Meisterin 2012:  Irina Taktajewa
Teilnehmerinnen / Föderationssubjekte: 25 / 9
Irina Awwakumowa gewann ihren dritten Meistertitel in Folge. Nach dem ersten Durchgang lag Sofija Tichonowa noch auf dem zweiten Rang, fiel in der Endwertung jedoch auf Rang vier zurück. Es gab drei Sprünge über den Konstruktionspunkt. Da sich die Sportart bei den Frauen noch im Anfangsstadium befand, waren auch die Teilnehmerinnen größtenteils sehr jung. So gehören beispielsweise die Athletinnen auf den Rängen 3 bis 5 dem Jahrgang 1998 an.

### Männer

#### Normalschanze
| Platz | Name                  | Föderationssubjekt      | Weite 1 | Weite 2 | Punkte |
| ----- | --------------------- | ----------------------- | ------- | ------- | ------ |
| 01.   | Ilmir Chasetdinow     | Republik Baschkortostan | 100,0   | 092,0   | 258,0  |
| 02.   | Denis Kornilow        | Oblast Nischni Nowgorod | 098,0   | 094,5   | 256,0  |
| 03.   | Dmitri Wassiljew      | Republik Baschkortostan | 099,0   | 093,5   | 253,0  |
| 04.   | Alexei Romaschow      | Sankt Petersburg        | 097,0   | 093,0   | 251,5  |
| 05.   | Anton Kalinitschenko  | Oblast Kemerowo         | 096,0   | 089,5   | 242,0  |
| 06.   | Dmitri Ipatow         | Oblast Magadan          | 095,0   | 088,5   | 233,0  |
| 07.   | Roman Trofimow        | Republik Tatarstan      | 094,0   | 084,5   | 222,5  |
| 08.   | Michail Maximotschkin | Oblast Nischni Nowgorod | 090,5   | 085,5   | 218,5  |
| 09.   | Alexander Schuwalow   | Oblast Nischni Nowgorod | 092,0   | 083,5   | 217,0  |
| 10.   | Alexander Sardyko     | Oblast Nischni Nowgorod | 092,0   | 082,5   | 214,0  |

Datum: 28. März 2013
Schanze: Normalschanze K-90
Russischer Meister 2012:  Dmitri Wassiljew
Teilnehmer / Föderationssubjekte: 50 / 11
Disqualifikationen: 1
Am Ende eines engen Wettkampfs lagen zwischen dem Sieger und dem viertplatzierten Athleten nur 6,5 Punkte. Sieger wurde Ilmir Chasetdinow, der damit seinen ersten Einzeltitel feiern konnte Zwar zeigte er im Finaldurchgang nur die viertbeste Leistung, doch hatte er sich mit seinem ersten Sprung auf 100 Meter genügende Vorsprung herausgesprungen.

#### Großschanze
| Platz | Name                  | Föderationssubjekt      | Weite 1 | Weite 2 | Punkte |
| ----- | --------------------- | ----------------------- | ------- | ------- | ------ |
| 01.   | Denis Kornilow        | Oblast Nischni Nowgorod | 131,0   | 129,0   | 269,5  |
| 02.   | Alexei Romaschow      | Sankt Petersburg        | 124,0   | 136,0   | 263,0  |
| 03.   | Dmitri Wassiljew      | Republik Baschkortostan | 127,5   | 128,5   | 258,8  |
| 04.   | Dmitri Ipatow         | Oblast Magadan          | 123,0   | 119,0   | 231,6  |
| 05.   | Ilmir Chasetdinow     | Republik Baschkortostan | 120,0   | 121,5   | 230,7  |
| 06.   | Michail Maximotschkin | Oblast Nischni Nowgorod | 121,5   | 117,0   | 226,3  |
| 07.   | Alexander Schuwalow   | Oblast Nischni Nowgorod | 125,5   | 111,0   | 218,7  |
| 08.   | Ilja Rosljakow        | Oblast Murmansk         | 120,0   | 113,5   | 214,8  |
| 09.   | Andrei Patschin       | Oblast Nischni Nowgorod | 118,5   | 115,0   | 207,8  |
| 10.   | Roman Trofimow        | Republik Tatarstan      | 117,5   | 111,0   | 202,8  |

Datum: 30. März 2013
Schanze: Großschanze K-120
Russischer Meister 2012:  Dmitri Wassiljew
Teilnehmer / Föderationssubjekte: 50 / 12
Nachdem Denis Kornilow am Vortag die Qualifikation vor Dmitri Wassiljew gewinnen konnte, setzte er sich auch bei der Titelentscheidung durch.

#### Team
| Platz | Team                       | Namen                                                                      | Weite 1                 | Weite 2                 | Punkte |
| ----- | -------------------------- | -------------------------------------------------------------------------- | ----------------------- | ----------------------- | ------ |
| 01.   | Oblast Nischni Nowgorod I  | Michail Maximotschkin Alexander Schuwalow Alexander Sardyko Denis Kornilow | 110,0 110,5 105,5 125,0 | 124,5 105,0 118,0 134,0 | 850,3  |
| 02.   | Republik Baschkortostan I  | Witali Woina Grigori Leontjew Ilmir Chasetdinow Dmitri Wassiljew           | 101,0 100,0 114,0 107,0 | 100,0 101,0 118,0 117,0 | 700,7  |
| 03.   | Region Perm I              | Jegor Ussatschew Alexei Kamynin Georgi Tscherwjakow Artjom Utew            | 110,0 105,0 090,0 102,0 | 111,0 102,5 095,5 099,0 | 608,3  |
| 04.   | Oblast Nischni Nowgorod II | Iwan Lanin Maxim Migatschew Alexei Buiwolow Andrei Patschin                | 103,0 091,0 112,0 092,5 | 101,5 078,0 100,0 100,5 | 525,6  |
| 05.   | Sankt Petersburg           | Wladislaw Persijanzew Ruslan Titow Wladislaw Bojarinzew Alexei Romaschow   | 094,5 091,5 095,0 133,5 | 105,5 067,5 115,0 0DSQ  | 518,8  |

Datum: 31. März 2013
Schanze: Großschanze K-120
Russischer Meister 2012:  Republik Baschkortostan
Teilnehmende Teams / Föderationssubjekte: 15 / 11
Weitere Platzierungen:

06. Platz:  Republik Tatarstan

07. Platz:  Region Perm II

08. Platz:  Republik Baschkortostan II

09. Platz:  Oblast Swerdlowsk

10. Platz:  Oblast Sachalin

11. Platz:  Oblast Magadan

12. Platz:  Moskau II

13. Platz:  Moskau I

14. Platz:  Region Krasnojarsk

15. Platz:  Oblast Kirow
Mit einem deutlichen Vorsprung von fast 150 Punkten sicherte sich das Team aus der Oblast Nischni Nowgorod seinen ersten Teamsieg im Winter seit 2005. Außerhalb des siegreichen Teams gelang es mit Alexei Romaschow lediglich einem Athleten, die Konstruktionspunktweite von 120 Metern zu erreichen.

## Medaillenspiegel
| Platz | Föderationssubjekt      |   |   |   |    |
| ----- | ----------------------- | - | - | - | -- |
| 1     | Oblast Nischni Nowgorod | 2 | 1 | 0 | 3  |
| 2     | Republik Baschkortostan | 1 | 1 | 2 | 4  |
| 3     | Moskau                  | 1 | 0 | 0 | 1  |
| 4     | Region Perm             | 0 | 1 | 1 | 2  |
|       | Sankt Petersburg        | 0 | 1 | 1 | 2  |
| Total | Total                   | 4 | 4 | 4 | 12 |